# Ville nouvelle
Ville nouvelle (tj. Nové město) je ve Francii obecně označení pro město, které bylo nově založeno s předem daným urbanistickým plánem. V užším slova smyslu se takto označují nově vzniklá města ve Francii od poloviny 60. let. Jako vzor jim sloužily britské New Towns kolem Londýna. Hlavním cílem bylo omezit koncentraci obyvatel ve velkoměstech, zejména v Paříži a dosáhnout tak rovnoměrného rozvoje měst. Tento plán nebyl zcela naplněn, byť takto vzniklo celkem devět nových měst, z toho pět kolem Paříže.

## Historie
Podle demografických předpovědí v počátku Páté republiky měl vzrůst počet obyvatel v regionu Île-de-France do roku 2000 z 8 milionů na 14 až 16 milionů. Prezident Charles de Gaulle jmenoval svého spolupracovníka Paula Delouvriera zmocněncem k vytvoření plánu pro pařížskou aglomeraci, který měl tento problém vyřešit decentralizací výstavby nových sídel. Záměrem bylo dostat pod kontrolu neplánovaný růst počtu obyvatel. Plán pro oblast Paříže byl zveřejněn v roce 1965 a počítal původně s osmi novými městy ve vzdálenosti asi 15–50 km od Paříže. Z nich se realizovalo jen pět sídel – Cergy-Pontoise, Marne-la-Vallée, Melun-Senart, Évry a Saint-Quentin-en-Yvelines.
Zatímco dosavadní osídlování pařížské aglomerace se koncentrovalo v údolích řek, nová města byla situována na řídce osídlených a zemědělsky využívaných vyvýšených místech. Nová města také neměla být příliš daleko od hlavního města. Neměla se stát jen předměstskými sídlišti, která se realizovala na počátku 60. let, ale životaschopnými autonomními centry s dostatečnou rovnováhou mezi ubytováním a zaměstnáním pro jejich obyvatele.
V rámci Francie bylo rozhodnuto o dalších nových městech v aglomeracích měst Rouen, Lyon, Lille a Marseille.
Během 60. let se však demografické prognózy o prudkém růstu počtu obyvatel v pařížské aglomeraci nepotvrdily. Také se změnily některé pohledy na územní plánování. Nastal odklon od obecných zásad Athénské charty, kterými se měla původně řídit pařížská satelitní předměstí, tj. jasně oddělit funkce města na bydlení, práci a zábavu. Do popředí se dostalo smíšené využití veřejného prostoru a optimální přístup k veřejné dopravě prostřednictvím RER. V 70. a 80. letech se prosazovala výraznější architektonická řešení a větší zapojení občanů, což v nových městech vedlo ke vzniku řady postmoderních dominantních budov (např. architekti Ricardo Bofill a Manolo Nuñez).
Zákony z roku 1999 a 2010 postupně stanovily, že si nová města mohou ponechat zvláštní statut ohledně svého rozvoje, ale bez dosavadních finančních zvýhodnění, nebo se přeměnit na communauté d'agglomération.

## Seznam nových měst
Řazeno abecedně s uvedením aglomerace:
- Cergy-Pontoise (Paříž)
- Étang de Berre (Marseille)
- Évry (Paříž)
- L'Isle-d'Abeau (Lyon)
- Marne-la-Vallée (Paříž)
- Saint-Quentin-en-Yvelines (Paříž)
- Sénart (Paříž)
- Val-de-Reuil (Rouen)
- Villeneuve-d'Ascq (Lille)